# Noah Lomax
Pour les articles homonymes, voir Lomax.
Noah Lomax est un acteur américain, né le 7 novembre 2001 à La Nouvelle-Orléans (Louisiane).

## Filmographie

### Cinéma
- 2012 : Love Coach : Lewis
- 2013 : Un havre de paix : Josh
- 2014 : 99 Homes : Connor Nash
- 2015 : Bob l'éponge, le film : Un héros sort de l'eau : Voix de Mickey
- 2016 : Little Savages : Albie
- 2016 : Brave New Jersey : Peter
- 2018 : The Tale : Lucas
- 2024 : The Man In The White Man : Mark

### Télévision
- 2009 : American Wives : Byron Dunwood
- 2010 : Drop Dead Diva : Noah Porter
- 2010 : The Walking Dead : Louis Morales
- 2011 : The Middle : Axl à 8 ans
- 2011 : Mad Love : Jake
- 2014 : Bones
- 2016 : Heartbeat